# Фацимех (Малопольське воєводство)
Фацимех (пол. Facimiech) — село в Польщі, у гміні Скавіна Краківського повіту Малопольського воєводства.
Населення — 654 особи (2011).
У 1975-1998 роках село належало до Краківського воєводства.

## Демографія
Демографічна структура станом на 31 березня 2011 року:
|          | Загалом | Допрацездатний вік | Працездатний вік | Постпрацездатний вік |
| -------- | ------- | ------------------ | ---------------- | -------------------- |
| Чоловіки | 306     | 59                 | 219              | 28                   |
| Жінки    | 348     | 67                 | 205              | 76                   |
| Разом    | 654     | 126                | 424              | 104                  |